# Acqua di Parma

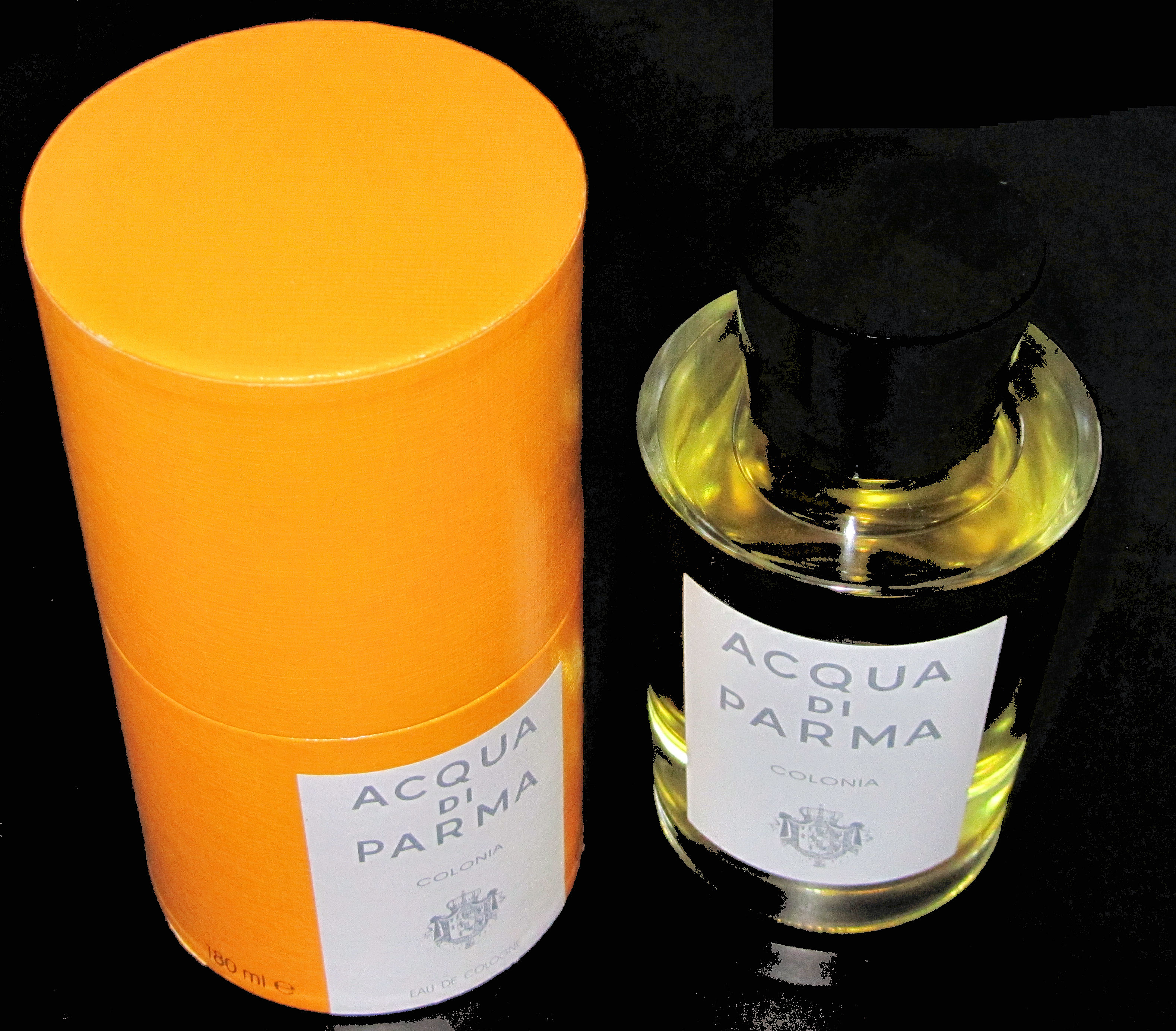
Agua de Parma, Colonia, botella cilíndrica.

Acqua di Parma, es una empresa italiana de perfumes y complementos fundada en 1916.

## Historia
La empresa fue fundada en 1916 en la ciudad italiana de Parma. Nació en un pequeño laboratorio como un perfume de fragancia fresca, moderna y mediterránea. En la década de 1930 creció notablemente su popularidad, convirtiéndose en la colonia de las estrellas de Hollywood como Ava Gardner, Cary Grant, David Niven, o Audrey Hepburn. Posteriormente, tras la aparición de otras marcas de perfumes, Acqua di Parma perdió popularidad.
En 1993, en un esfuerzo por relanzar la popularidad de la compañía, ésta fue financiada por tres importantes hombres de negocios italianos: Diego Della Valle (presidente del grupo Tod’s), Luca di Montezemolo (Presidente de Ferrari) y Paolo Borgomanero (accionista de La Perla). En 2001 fue adquirida por LVMH y actualmente tiene su sede en Milán.

## Productos de la compañía
Entre sus principales fragancias, se encuentran las versiones de Acqua di Parma Clásica, Assoluta y Lavanda. También cuenta con la serie Blu Mediterráneo en sus variedades: Arancia de Capri, Cipresso di Toscana, Mandorlo di Sicilia y Fico di Amalfi. Para el público femenino destaca el perfume Iris Nobile, Profumo y Magnolia Nobile (lanzada el otoño de 2009).
Así mismo, la compañía ha comercializado complementos para el baño, elegantes velas aromáticas e incluso una colección de brocha y maquinilla de afeitar.

## Logotipo de la empresa
El logotipo de la empresa es el escudo de armas de Marie Louise, duquesa de Parma, quien gobernó entre 1816 y 1847. Esto es en homenaje a su gobierno ya la ayuda que brindó para desarrollar la industria del perfume y el vidrio de Parma.

## Embalaje
La empresa ha continuado con las botellas cilíndricas, cajas redondeadas y envases de color amarillo brillante del producto original.